# Фрунзе (Туймазинский район)
Фрунзе (баш. Фрунзе) — деревня в Туймазинском районе Республики Башкортостан Российской Федерации. Входит в состав Верхнетроицкого сельсовета.
С 2005 современный статус.

## История
Название происходит от фамилии Фрунзе (Михаила Васильевича Фрунзе). 
Статус деревня, сельского населённого пункта, посёлок получил согласно Закону Республики Башкортостан от 20 июля 2005 года N 211-з «О внесении изменений в административно-территориальное устройство Республики Башкортостан в связи с образованием, объединением, упразднением и изменением статуса населенных пунктов, переносом административных центров», ст.1:

6. Изменить статус следующих населенных пунктов, установив тип поселения - деревня:
1) в Туймазинском  районе:…
 п) поселка Фрунзе Верхнетроицкого сельсовета

## География

### Географическое положение
Расстояние до:
- районного центра (Туймазы): 35 км,
- центра сельсовета (Верхнетроицкое): 5 км,
- ближайшей ж/д станции (Туймазы): 35 км.

## Население
| 2002 | 2009 | 2010 |
| ---- | ---- | ---- |
| 201  | ↗215 | ↗241 |

Национальный состав
Согласно переписи 2002 года, преобладающие национальности — башкиры (65 %), татары (33 %).